# Edward Binns

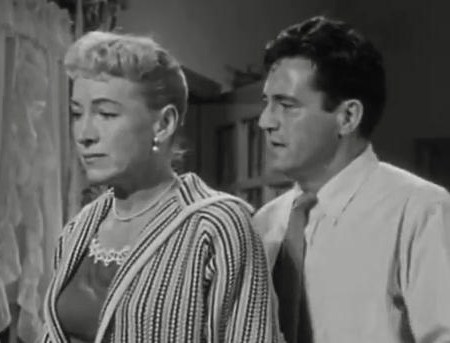
Virginia Gregg și Edward Binns în Portland Exposé (1957)

Edward Binns (n. 12 septembrie 1916, Philadelphia, Pennsylvania – d. 4 decembrie 1990, Brewster, New York) a fost un actor american de film si TV.

## Filmografie selectivă
- 1957 12 oameni furioși (12 Angry Men), regia Sidney Lumet
- 1959 La nord, prin nord-vest (North by Northwest), regia Alfred Hitchcock
- 1962 Aventurile unui tânăr (Hemingway's Adventures of a Young Man), regia Martin Ritt
- 1982 Verdictul (The Verdict), regia Sidney Lumet